# Bălţăteşti
Bălţăteşti é uma comuna romena localizada no distrito de Neamţ, na região de Moldávia. A comuna possui uma área de 34.70 km² e sua população era de 4410 habitantes segundo o censo de 2007.